# Армисен, Фред
Фере́йдан Ро́берт «Фре́д» А́рмисен (англ. Fereydun Robert «Fred» Armisen; род. 4 декабря 1966, Хаттисберг, Миссисипи, США) — американский актёр, комик, сценарист, продюсер и музыкант. Наиболее известен как член шоу «Субботним вечером в прямом эфире» (2002—2013), а также как создатель сериалов «Портландия» (2011—2018) и «Документалистика сегодня!» (2015 — н. в.).
Лауреат двух премий «Пибоди» (2008 год — за шоу «Субботним вечером в прямом эфире»; 2011 год — за сериал «Портландия») и одиннадцатикратный номинант на премию «Эмми».

## Биография
Ферейдан Роберт Армисен родился 4 декабря 1966 года в Хаттисберге, штат Миссисипи. Его семья переехала в Нью-Йорк, когда он был ребёнком, а также некоторое время жила в Бразилии. Он вырос в деревне Валли-Стрим на Лонг-Айленде. Его мать, Хильдегарт Мирабаль, — школьная учительница, родом из Венесуэлы. Отец, Ферейдан Армисен, бывший работник компании IBM, — японского (со стороны отца, танцора Масами Куни) и немецкого происхождения (со стороны матери).
Армисен учился в Школе изобразительных искусств в Нью-Йорке, но бросил учёбу, чтобы начать карьеру барабанщика. Он упоминал, что с раннего возраста был поклонником таких групп, как Devo и The Clash, которые в большей степени повлияли на его желание выступать на сцене.
В 1984 году Армисен вместе со школьными друзьями играл в местной рок-группе Валли-Стрим, которая вскоре распалась. В 1988, после ухода из Школы изобразительных искусств, он переехал в Чикаго, где основал панк-рок группу Trenchmouth, которая распалась в 1996 году. В 1990-х Армисен был барабанщиком в составе Blue Man Group.
Армисен выступил в качестве барабанщика на трёх песнях альбома «Let’s Stay Friends» (2007) группы Les Savy Fav, нескольких треков с альбома «Modern Art» (2011) Мэттью Суита и «Leap Year» (2015) группы Wandering Lucy.
С 2014 года Армисен является лидером группы 8G Band, выступающей на вечернем телешоу «Поздно вечером» с Сетом Майерсом.
Будучи в составе музыкальной группы Trenchmouth, Армисен начал интересоваться актёрством. Его работа на шоу «Поздно вечером» с Конаном О’Брайеном, «Говорящие куклы» и Adult Swim, в 2002 году привели его на шоу «Субботним вечером в прямом эфире».
У Армисена были небольшие роли в фильмах «Евротур», «Мужчина по вызову 2», «Телеведущий: Легенда о Роне Бургунди», «Экс-любовник», «Повышение», «Голый барабанщик» и «Шопоголик». В 2011 году он вместе с Кэрри Браунстин создал скетч-сериал «Портландия», а 2015 — мокьюментари-сериал «Документалистика сегодня!» совместно с Биллом Хейдером.

## Личная жизнь
Армисен был женат на исполнительнице и авторе песен Салли Тиммс с 1998 по 2004, и на актрисе Элизабет Мосс с 2009 по 2011 год. С 2014 по 2022 год встречался с актрисой Наташей Лионн.

## Фильмография
| Год       |    | Русское название                             | Оригинальное название                                | Роль                                  |
| --------- | -- | -------------------------------------------- | ---------------------------------------------------- | ------------------------------------- |
| 1989      | мс | Симпсоны                                     | The Simpsons                                         | Терренс                               |
| 2002      | ф  | Как Майк                                     | Like Mike                                            | Отец новой Эры                        |
| 2004      | ф  | Евротур                                      | Eurotrip                                             | Итальянец в поезде                    |
| 2006      | ф  | Добро пожаловать, или Соседям вход воспрещён | Deck The Halls                                       | Густав                                |
| 2007      | мф | Команда Фастфуд                              | Aqua Teen Hunger Force Colon Movie Film For Theaters | Тайм Линкольн                         |
| 2007—2012 | с  | Студия 30                                    | 30 Rock                                              | Рахим Хаддад / Девушка по телефону    |
| 2008      | ф  | Рождество на Марсе                           | Christmas on Mars                                    | Ноачис                                |
| 2010      | ф  | Кошки против собак 2: Месть Китти Галор      | Cats & Dogs: The Revenge of Kitty Galore             | Фридрих                               |
| 2011      | ф  | Смурфики                                     | The Smurfs                                           | Благоразумник                         |
| 2011—2013 | мс | Шоу Луни Тюнз                                | The Looney Tunes Show                                | Спиди Гонзалес                        |
| 2012      | ф  | Диктатор                                     | The Dictator                                         | официант в ресторане «Смерть Аладину» |
| 2013      | ф  | Смурфики 2                                   | The Smurfs 2                                         | Благоразумник                         |
| 2013—2021 | с  | Бруклин 9-9                                  | Brooklyn Nine-Nine                                   | Млепнос                               |
| 2015      | ф  | Семь дней в Аду                              | 7 Days in Hell                                       | Эдвард Пудинг                         |
| 2015—2018 | с  | Последний человек на Земле                   | The Last Man on Earth                                | Карл Коупертвейт                      |
| 2016      | ф  | Образцовый самец № 2                         | Zoolander 2                                          | ВИП                                   |
| 2017      | ф  | Малые часы                                   | The Little Hours                                     | Епископ Бартоломео                    |
| 2017      | мф | Лего Фильм: Ниндзяго                         | The LEGO Ninjago Movie                               | Коул                                  |
| 2017      | мс | Большой рот                                  | Big Mouth                                            | Эллиот Бёрч                           |
| 2018—2021 | мс | Крайний космос                               | Final Space                                          | Кевин                                 |
| 2019      | с  | Чудотворцы                                   | Miracle Workers                                      | Персиваль Фортуинд                    |
| 2019      | ф  | Джей и Молчаливый Боб: Перезагрузка          | Jay and Silent Bob Reboot                            | Водитель Uber                         |
| 2020      | ф  | Теперь мы все вместе                         | All Together Now                                     | Мистер Фрэнкс                         |
| 2021      | мф | Митчеллы против машин                        | The Mitchells vs. the Machines                       | Деборабот 5000                        |
| 2021      | с  | Шмигадун!                                    | Schmigadoon!                                         | Говард Лейтон                         |
| 2021      | мс | Мир Кентавров                                | Centaurworld                                         | Сплендиб / Бимбам                     |
| 2022      | ф  | Пузырь                                       | The Bubble                                           | Даррен Эйгэн                          |
| 2022      | с  | Уэнздей                                      | Wednesday                                            | дядя Фестер                           |
| 2023      | мф | Братья Супер Марио в кино                    | Super Mario Bros.: The Movie                         | Крэнки Конг                           |
| 2024      | с  | Фоллаут                                      | Fallout                                              | Ди Джэй Карл / DJ Carl                |
| 2025      | мф | Fixed                                        | Fixed                                                | Апорт                                 |

## Дискография
The KGB
- The KGB (1984)
- The KGB [Re-release] (TBD)

Trenchmouth
- Snakebite [EP] (1989)
- Kick Your Mind And Make It Move [EP] (1991)
- Construction of New Action (1991)
- Trenchmouth / Circus Lupus [Split] (1992)
- Inside the Future (1993)
- The Position of the Right Hand: Trenchmouth / Bliss [Split] (1993)
- Achtung Chicago! Zwei compilation (1993)
- Trenchmouth Vs. the Light of the Sun (1994)
- The Broadcasting System (1995)
- Volumes, Amplifiers, Equalizers (1995)
- More Motion: A Collection (2003)

Crisis of Conformity
- Fist Fight! (2011)

Ian Rubbish and The Bizzaros
- The Best Of Ian Rubbish [EP] (2013)
- It’s a Lovely Day [Single] (2013)